# Chléb a hry
Chléb a hry je latinské úsloví (panem et circenses), které charakterizovalo přístup císařů v pozdním úpadkovém období Římské říše, kdy byla za jídlo a hry získávána přízeň prostého lidu, která pak byla využita k jejich vlastním cílům.